# Conferenza di Potsdam
Conferenza di Potsdam è la denominazione con cui è noto nella storiografia l'ultimo dei vertici tra le tre grandi potenze alleate, tenutosi dal 17 luglio al 2 agosto 1945. La conferenza era identificata nei documenti segreti con il nome in codice “Terminal”. Nel corso dell'incontro, i massimi dirigenti (i cosiddetti Tre Grandi) delle potenze vincitrici della seconda guerra mondiale (Stati Uniti d'America, Unione Sovietica e Regno Unito, la Grande Alleanza) discussero e raggiunsero accordi sulla gestione dell'immediato dopoguerra.
La conferenza ebbe luogo presso il palazzo Cecilienhof a Potsdam. In origine la conferenza avrebbe dovuto tenersi a Berlino, ma a causa dei forti danneggiamenti subiti dalla città la sede fu spostata nell'intatto castello di Potsdam.

## Premesse
In precedenza vi furono diversi incontri, a partire dalla conferenza di Casablanca, in cui emerse la richiesta di resa incondizionata e la successiva conferenza di Teheran, nel corso dei quali diversi leader delle forze interalleate si incontrarono per definire la gestione della vittoria sul nazionalsocialismo.
Con la conferenza di Yalta fu decisa, per quanto rigardava la sorte della Germania, la ripartizione del territorio tedesco in zone di occupazione coordinate da una commissione di controllo centrale. Dopo il crollo militare, la resa incondizionata della Germania dell'8 maggio 1945 e l'arresto dei leader del governo Dönitz e von Krosigk avvenuto il 23 maggio, le forze vincitrici presero ufficialmente il potere di governo in Germania tramite la dichiarazione di Berlino, la costituzione delle zone di occupazione e l'insediamento del consiglio di controllo alleato.

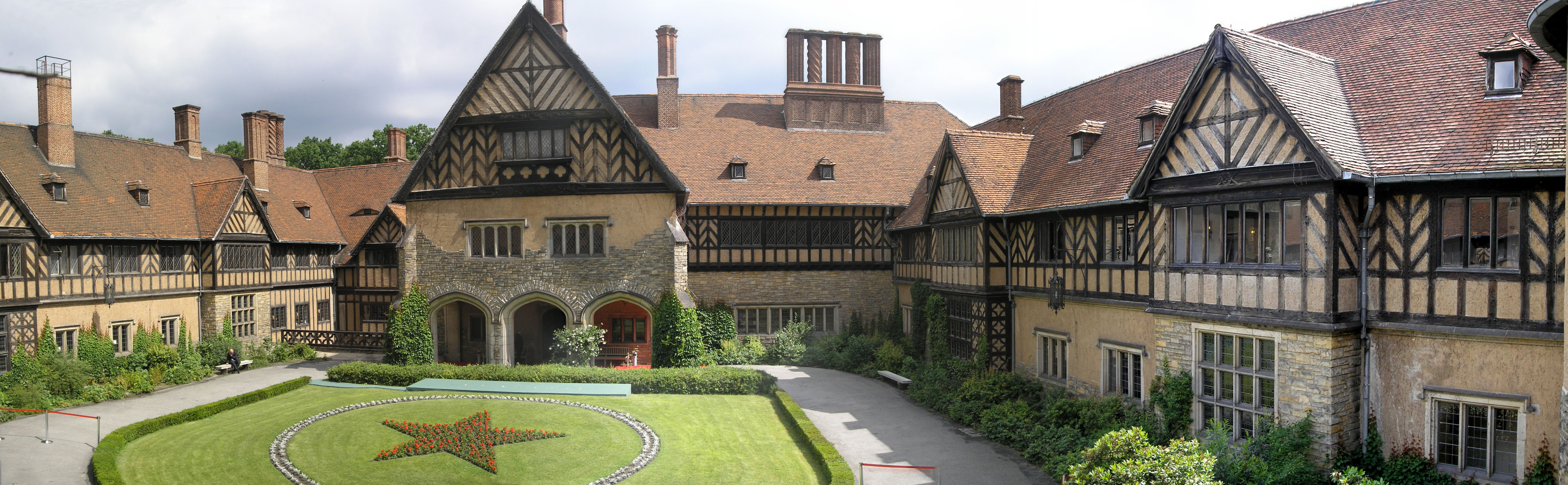
Facciata del palazzo Cecilienhof a Potsdam, dove si tenne la conferenza.

## Partecipanti e ordine del giorno
L'ordine del giorno della conferenza comprendeva la ridiscussione delle frontiere nell'Europa liberata, l'ammontare dei risarcimenti per i danni della guerra, la gestione ed il governo del territorio tedesco e la conduzione della guerra del Pacifico, ancora in corso.
I partecipanti alla conferenza erano:
- gli Stati Uniti d'America, rappresentati dal presidente Harry S. Truman e dal suo segretario di Stato James F. Byrnes
- l'Unione Sovietica, rappresentata dal segretario del PCUS Josif Stalin e dal ministro degli esteri Molotov
- il Regno Unito, rappresentato inizialmente dal primo ministro Winston Churchill e dal ministro degli esteri Anthony Eden; dopo la sconfitta elettorale alla Camera dei comuni, dal 28 luglio il Paese fu rappresentato dal primo ministro Clement Attlee e dal ministro degli esteri Ernest Bevin.

## Risultati e decisioni
Le decisioni prese nel corso della conferenza di Potsdam diedero luogo alla Dichiarazione di Potsdam:
- Furono stabiliti i confini tra Polonia e Germania sulla linea Oder-Neisse e fu deciso che tutta la popolazione tedesca presente nei territori divenuti polacchi, in Cecoslovacchia ed in Ungheria dovesse essere espulsa e assorbita in Germania.

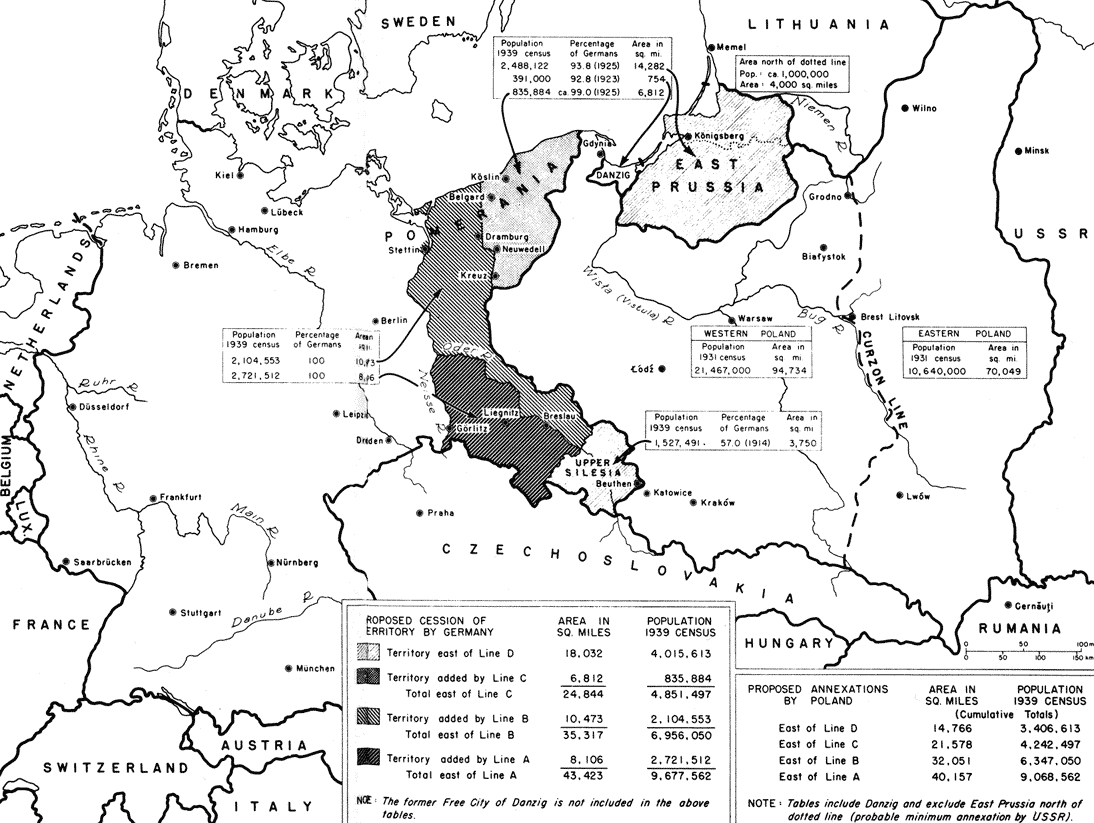

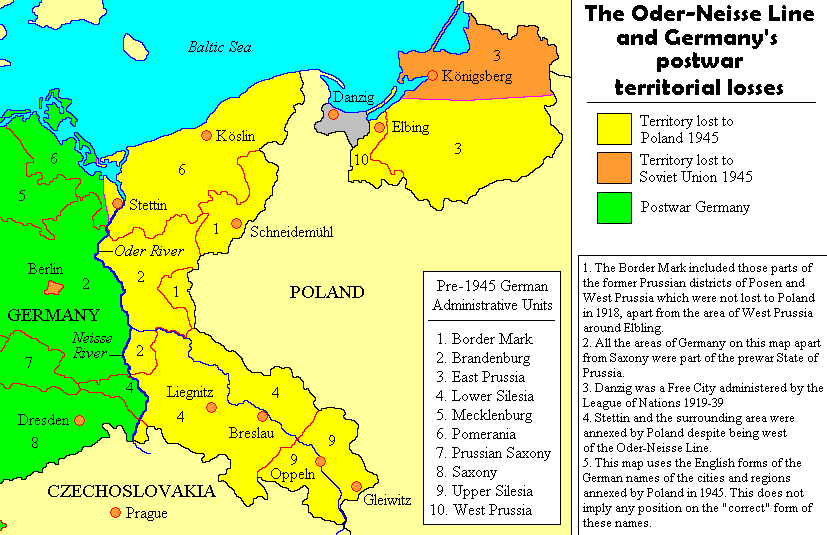
Il nuovo confine tedesco-polacco sulla linea Oder–Neisse

- La Germania e l'Austria furono suddivise in quattro zone di occupazione, amministrate dalle tre potenze vincitrici a cui si sarebbe aggiunta la Francia.
- Non vi fu accordo sull'ammontare dei risarcimenti: mentre le potenze occidentali perseguivano una linea più morbida, Stalin insistette per dei risarcimenti molto elevati. Per questo motivo fu deciso che all'interno della propria zona di occupazione ogni potenza avrebbe gestito entità e tipologia di risarcimento in modo autonomo.
- Harry S. Truman lanciò un ultimatum al Giappone, dicendo che se non si fosse arreso avrebbe subito un'“immediata e completa distruzione”.